# Алипий (Гаманович)
Архиепи́скоп Али́пий (в миру Никола́й Миха́йлович Гамано́вич; 19 декабря 1926, село Новая Маячка, Херсонский округ, УССР, СССР — 28 апреля 2019, Чикаго, США) — епископ Русской православной церкви заграницей, архиепископ Чикагский и Средне-Американский (1987—2016). Иконописец, автор учебника «Грамматика церковнославянского языка», автор службы новомученикам и исповедникам Российским.

## Биография
Родился 19 декабря 1926 года в селе Новая Маячка Херсонского округа (ныне — Херсонская область, Украина) в семье кузнеца. После 4-классной школы окончил в соседнем селе Кучеряво-Владимировке 8-летнюю школу.
Во время Великой Отечественной войны в начале декабря 1942 года забран немецкими оккупационными властями на работу в Германию. Вместе со своими односельчанами оказался в лагере для восточных рабочих — «Ostarbeiter».
Когда было возможно в этих лагерных условиях, Николай ездил в церковь в Берлин. Там он встретился с иеромонахом Киприаном (Пыжовым), который познакомил его с настоятелем и братией монастыря преподобного Иова Почаевского, эвакуировавшихся из Словакии перед наступлением советских войск. Николай изъявил желание присоединиться к монашеской братии, и настоятель архимандрит Серафим (Иванов) согласился принять его. Оставил нелегально «остовский лагерь» и 3 февраля 1945 года присоединился к братии. Через 5 дней братия оставила Берлин и поселилась на юге Германии.
После капитуляции Германии братия переехала в Женеву, где 23 сентября 1946 года послушник Николай пострижен в рясофор с наречением именем Алипий в честь Алипия Печерского, иконописца. Занимался иконописью под руководством Киприана (Пыжова).
1 декабря 1946 года братия прибыла в США, на жительство в Свято-Троицкий монастырь.
19 марта 1948 года вместе был пострижен архиепископом Виталием (Максименко) в мантию (вместе с Лавром (Шкурлой) и Флором (Ванько)).
В 1950 году рукоположён митрополитом Анастасием (Грибановским) во иеродиаконы, а 11 октября 1954 года — во иеромонахи.
Окончил Свято-Троицкую духовную семинарию в Джорданвилле при монастыре, после чего преподавал в ней церковнославянский язык, греческий язык и другие предметы. На основе подготовленного им учебного курса был составлен один из лучших учебников церковнославянского языка «Грамматика церковнославянского языка», изданный впервые в 1964 году. «Грамматика» полезна как дополнительное пособие для взрослых учащихся, автор не объясняет значения категорий церковнославянской грамматики, отсутствующих в современном русском языке (аорист, имперфект, перфект и др.).
В 1966 году возведён в сан игумена.

### Архиерейство
11 октября 1974 года в Чикаго митрополитом Филаретом (Вознесенским), архиепископами Серафимом (Ивановом) и Виталием (Устиновым) и епископом Лавром (Шкурлой) был хиротонисан во епископа Кливлендского, викария Чикагской и Детройтской епархии.
Помимо исполнения своих обязанностей по епархии продолжал заниматься иконописным творчеством. Им была расписана Свято-Сергиевская церковь в Кливленде и частично церковь Всех Святых в земле Российской просиявших в Денвере (шт. Колорадо) и Покровский собор в Чикаго.
После кончины архиепископа Серафима (Иванова) в 1987 году епископ Алипий был назначен епископом Чикагским и Детройтским.
В 1990 году возведён в сан архиепископа.
В 1992 году, после распада СССР, приезжал на родину, где навещал родственников.
В 1994 году был переведён на Австралийско-Новозеландскую кафедру, но, по причине его болезненного состояния, Австралийское консульство медлило с разрешением на постоянное жительство. Прибыл в Сидней 7 апреля 1994 года, но уже через 3 недели возвратился в США чтобы принять участие в канонизации Иоанна Шанхайского.
По ходатайству прихожан Покровского собора в Чикаго он был возвращён на прежнюю кафедру.
В 1998 году Архиерейский Синод наградил архиепископа Алипия правом ношения бриллиантового креста на клобуке.
В октябре 1999 года отмечалось празднование 25-летия архиерейского служения архиепископа Алипия.
18 апреля 2002 года архиепископ Алипий, готовясь к празднованию Пасхи, решил подрезать ветви высокого дерева возле Покровского собора в Чикаго и упал с высоты, ударившись головой и получив серьёзную травму позвоночника, в результате которой не смог самостоятельно передвигаться.
В 2003 году в помощь Владыке во епископа Кливлендского был хиротонисан архимандрит Петр (Лукьянов), бывший Начальник Русской Духовной Миссии в Иерусалиме.
Поддержал восстановление канонического общения с Московским Патриархатом: «Для нас разделение было болезнью. Ну а кто может не радоваться выздоровлению? Мы же всегда чувствовали себя частью единого организма, даже будучи разделенными»
11 октября 2004 года Чикагская и Детройтская епархия торжественно отметила 50-летие священства и 30-летия епископской хиротонии архиепископа Алипия.
В июне 2008 года не прибыл на Архиерейский собор Русской православной церкви по болезни
19 декабря 2011 года в связи с 85-летием награждён Орденом преподобного Сергия Радонежского II степени
Архиерейский Синод РПЦЗ на заседании 30 июня — 1 июля 2016 года постановил: «Осведомившись о том, что в нынешнем году Высокопреосвященнейшему Алипию, архиепископу Чикагскому и Средне-Американскому, исполняется 90 лет и заслушав доклад Предстоятеля Русской Зарубежной Церкви о своем недавнем посещении этого почтенного старца-архиепископа, всеми уважаемого и почитаемого за многолетнее и усердное служение Христовой Церкви, Архиерейский Синод благословил последнего на заслуженный отдых, определив Его Высокопреосвященство на покой, с правом пребывания в Архиерейском доме в Чикаго, на иждивении епархии, которой он отдал все свои силы. Архиерейский Синод выразил глубокую и сердечную признательность архиепископу Алипию за щедрость его любви, верность Русской Зарубежной Церкви».
Скончался 28 апреля 2019 года, в день Светлого Христова Воскресения. Согласно воле покойного, похоронен на кладбище Свято-Троицкого монастыря в Джорданвилле 3 мая того же года.

## Публикации
журнальные публикации
- Слово на Владимиров день // Православная Русь. 1959. — № 15 (680)
- Гефсимания // Православная Русь. 1972. — № 6 (983).
- Слово архимандрита Алипия при наречении его во епископа Кливландскаго. // Православная Русь. 1974 — № 21 (1046)
- Освящение храма в г. Сиракузах. // Православная Русь. 1980 — № 15 (1185)
- Слово, произнесенное в день празднования преп. Иова, игумена почаевскаго, в Свято-Троицком монастыре, 31-го августа 1980 г. (История печатнаго дела в Свято-Троицком монастыре. К пятидесятилетию обители) // Православная Русь. 1980 — № 17 (1187)
- Проповеди епископа Алипия Кливландскаго. // Православная Русь. 1981 — № 6 (1200)
- Слово в неделю Всех Святых в Земле Российстей просиявших. // Православная Русь. 1981 — № 12 (1206)
- «Много званных, да мало избранных» (Слово в 5-ю неделю Великого Поста) // Православная Русь. 1982 — № 8 (1221)
- Слово на Благовещение. // Православная Русь. 1982 — № 8 (1221)
- «Хлеб наш насущный даждь нам днесь». // Православная Русь. 1982 — № 9 (1222)
- Основы иконографии. // Православная Русь. 1984 — № 3 (1264)
- Вера святых отцов (Слово в 7-ю неделю по пасхе, св. отец Перваго Вселенскаго собора) // Православная Русь. 1986 — № 12 (1321)
- Слово на Успение Пресвятой Богородицы. // Православная Русь. 1988 — № 16 (1373)
- Благодарность умножает милость Божию к нам (О необходимости благодарить Бога за Его благодеяния) // Православная Русь. 1988 — № 24 (1381)
- О русской иконографии // «Русское Возрождение». Независимый русский православный национальный орган. — Нью-Йорк-Москва-Париж. — 1984. — № 25. — С. 31-50.
- Воззвание (Просьба помочь в строительстве нового собора) // Православная Русь. 1990. — № 23 (1428)
- Обращение. Просьба помочь докончить постройку Покровского собора в Чикаго. // Православная Русь. 1991 — № 16 (1445)
- «Во едину от суббот…» (Смысл выражения «Во едину от суббот…») // Православная Русь. 1992 — № 8 (1461)
- Правильно ли мы исповедуемся? // Православная Русь. 1996 — № 10 (1559)
- «К свободе призваны вы, братия». // Православная Русь. 1996 — № 16 (1565)
- Воздвижение Честнаго Креста. // Православная Русь. 1999 — № 18 (1639)
- Новый год. // Православная Русь. 2002 — № 1 (1694)
- Мнение архипастыря. (Отношение к «Декларации» митрополита Сергия) // Православная Русь. 2005 — № 14 (1779)

отдельные издания
- Конспект по церковно-славянскому языку. — Б.м.: Изд-во Свято-Троицкого Монастыря, 1955. — 54 с.
- Грамматика церковно-славянского языка. — Джорданвилль: Свято-Троицкий монастырь, 1964. — 271 с.
  - Грамматика церковнославянского языка. — Изд. 2-е, испр. — Jordanville, N.Y.: Свято-Троицкий монастырь, 1984. — 265 с. — ISBN 9780317303131.
  - Грамматика церковно-славянского языка. — М.: Паломник, 1991. — 272 с.
  - Грамматика церковно-славянского языка. — Репр. воспр. изд. 1964 г. — М. : Художественная литература, 1991. — 272 с. — 50000 экз.. — ISBN 5-280-02437-6
  - Грамматика церковнославянского языка. — [Репр. воспр. изд. 1964 г.]. — СПб.: ОАО «С.-Петерб. тип. N 6», 1997. — 271 с. — ISBN 5-900248-59-3.
  - Грамматика церковно-славянского языка: учебное пособие. — Москва: Изд-во им. свт. Льва папы Римского, 2008. — 266 с.
  - Грамматика церковно-славянского языка. — Киев: Киево-Печерская Лавра, 2019. — 352 с.